# IIHF Challenge Cup of Asia 2016
IIHF Challenge Cup of Asia 2016 se uskutečnil ve dvou turnajích rozdělených podle výkonnosti stejně jako v předchozím roce, přičemž byl uplatněn systém postupu a sestupu jednoho celku mezi nimi na základě výsledků předchozího ročníku. Z elitní skupiny se z finančních důvodů odhlásil vítěz 1. divize z předchozího ročníku Kuvajt a tak se hrála jen v pěti účastnících. V 1. divizi nahradil Katar v předchozím ročníku startující Omán.

## Elitní skupina
Turnaj výkonnostně nejvyšší elitní skupiny se konal od 12. do 18. března 2016 v Ice Rink v Abú Zabí ve Spojených arabských emirátech. Turnaje se zúčastnilo pět mužstev, která spolu hrála v jedné skupině každé s každým. Vítězství si připsali hráči Tchaj-wanu před hráči Spojených arabských emirátů a hráči Mongolska. Do divize I nikdo nesestoupil, ale pro reprezentaci Tchaj-wanu byl tento ročník poslední a nadále už se zúčastňuje pouze divizí mistrovství světa.

### Tabulka
|    |                         | Tchaj-wan | SAE   | Mongolsko | Thajsko | Singapur | V     | VP    | PP    | P     | VG    | OG    | B     |
| 1. | Tchaj-wan               | ***       | 6:1   | 18:2      | 8:1     | 14:2     | 4     | 0     | 0     | 0     | 46    | 6     | 12    |
| 2. | Spojené arabské emiráty | 1:6       | ***   | 5:1       | 6:1     | 5:2      | 3     | 0     | 0     | 1     | 17    | 10    | 9     |
| 3. | Mongolsko               | 2:18      | 1:5   | ***       | 7:3     | 11:0     | 2     | 0     | 0     | 2     | 21    | 26    | 6     |
| 4. | Thajsko                 | 1:8       | 1:6   | 3:7       | ***     | 7:1      | 1     | 0     | 0     | 3     | 12    | 22    | 3     |
| 5. | Singapur                | 2:14      | 2:5   | 0:11      | 1:7     | ***      | 0     | 0     | 0     | 4     | 5     | 37    | 0     |
| —  | Kuvajt                  | [ 3 ]     | [ 3 ] | [ 3 ]     | [ 3 ]   | [ 3 ]    | [ 3 ] | [ 3 ] | [ 3 ] | [ 3 ] | [ 3 ] | [ 3 ] | [ 3 ] |

## Divize I
Turnaj výkonnostně nižší skupiny nazvaný divize I podle vzoru mistrovství světa se konal od 9. dubna do 14. dubna 2016 v hale Gorodskoi Katok v Biškeku v Kyrgyzstánu. Turnaje se zúčastnilo pět mužstev, která spolu hrála v jedné skupině každé s každým. Zvítězilo družstvo Kyrgyzstánu a spolu s ním si postup do elitní skupiny zajistil i druhá Malajsie.

### Tabulka
|     |            | Kyrgyzstán | Malajsie | Macao | Katar | Indie | V     | VP    | PP    | P     | VG    | OG    | B     |
| 6.  | Kyrgyzstán | ***        | 9:5      | 8:1   | 9:0   | 11:1  | 4     | 0     | 0     | 0     | 37    | 7     | 12    |
| 7.  | Malajsie   | 5:9        | ***      | 6:1   | 3:1   | 11:5  | 3     | 0     | 0     | 1     | 25    | 16    | 9     |
| 8.  | Macao      | 1:8        | 1:6      | ***   | 4:1   | 7:6   | 1     | 1     | 0     | 2     | 13    | 21    | 5     |
| 9.  | Katar      | 0:9        | 1:3      | 1:4   | ***   | 5:2   | 1     | 0     | 0     | 3     | 7     | 18    | 3     |
| 10. | Indie      | 1:11       | 5:11     | 6:7   | 2:5   | ***   | 0     | 0     | 1     | 3     | 14    | 34    | 1     |
| —   | Omán       | [ 6 ]      | [ 6 ]    | [ 6 ] | [ 6 ] | [ 6 ] | [ 6 ] | [ 6 ] | [ 6 ] | [ 6 ] | [ 6 ] | [ 6 ] | [ 6 ] |